# 13801 Kohlhase
13801 Kohlhase è un asteroide della fascia principale. Scoperto nel 1998, presenta un'orbita caratterizzata da un semiasse maggiore pari a 2,7528155 UA e da un'eccentricità di 0,0787539, inclinata di 10,15895° rispetto all'eclittica.